# Thomas Felton
Sir Thomas de Felton (décédé le 2 avril 1381) est un chevalier anglais mort le 2 avril 1381. Il participe à la bataille de Crécy en 1346, à la prise de Calais en 1347 et à la bataille de Poitiers en 1356. Personnage récurrent dans les Chroniques de Jean Froissart, il est signataire du traité de Brétigny en 1360. En 1362, il est nommé sénéchal de Gascogne. Accompagnant le Prince Noir dans sa campagne espagnole, il est capturé par les forces de Henri de Trastámara en 1367. En 1372, il est nommé gouverneur adjoint de l'Aquitaine et sénéchal de Bordeaux. Il fait décapiter Guillaume-Sanche IV de Pommiers pour trahison en 1377. Il est nommé chevalier de la Jarretière en 1381.

## Origines familiales
Les Felton du Norfolk descendent de William Bertram, baron de Mitford dans le Northumberland. L'arrière-petit-fils de William, Roger (mort en 1242), a pour fils aîné un autre Roger (duquel descendent les barons de Mitford), et pour fils cadet, Pagan, dont le fils William FitzPagan dit de Felton est gouverneur du château de Bamburgh en 1315. Robert de Felton, fils de ce William, est quant à lui gouverneur du château de Scarborough en 1311 et est convoqué au parlement peu après, avant d'être tué à Stirling en 1314. Robert a épousé Matilda ou Maud, parente de John le Strange de Knockin dans le Shropshire. Celui-ci a laissé au couple et à ses héritiers le manoir de Litcham dans le Norfolk,. Cette seigneurie est transmise à John de Felton du Shropshire et du Norfolk,.
John de Felton a trois fils : Hamo, Thomas et Edmund. Edmund le benjamin épouse une fille de Robert Gerrard de Coddenham, dans le Suffolk, et est encore vivant en 1364.
Hamo l'aîné hérite de la seigneurie de Litcham et est chevalier du comté (député) de Norfolk en 1372 et 1377. Il meurt sans héritier en 1379 et est inhumé au monastère des Carmélites de King's Lynn.
Litcham échoit alors à son cadet Thomas, qui a épousé Joan Walkfare avant 1357. Thomas et Joan héritent également de terres de Richard Walkfare en 1371, notamment de Gelham Hall à Dersingham dans le Norfolk. Thomas meurt en 1381, ne laissant que trois filles. Joan obtiendra en 1384 d'autres des anciennes terres de son parent Richard,. Elle survit à son époux au moins jusqu'en mars 1408.

## Carrière

### Crécy et Poitiers
Thomas de Felton fait partie de l'expédition commandée par Édouard III qui envahit la France en 1346 et participe à la bataille de Crécy, à la prise de Calais et aux autres événements importants de cette campagne. Il devient un lieutenant important au service d' Édouard de Woodstock, le Prince Noir. Il l'accompagne notamment quand celui-ci prend possession de la Gascogne en 1355 et à la bataille de Poitiers.
Il est l'un des commissaires qui signent le traité de Brétigny (1360) et jurent de le voir exécuté.
Il est nommé parmi les principaux témoins du mariage du prince Édouard avec Jeanne de Kent en 1361, en tant que "miles" (c'est-à-dire de chevalier).

### Sénéchal de Gascogne
Par lettres du 8 février 1362, Thomas de Felton est nommé sénéchal de Gascogne. Il y représente le prince Édouard, qu'il sert comme intendant de sa maisonnée (Steward of the household) en 1363. Pendant qu'il exerce sur le continent, il délègue la gestion de ses affaires à Richard de Walkfare.
En Aquitaine, il reçoit Pierre Ier, roi de Chypre, venu rendre visite au prince en 1364. Il traite aussi avec Pierre Ier Castille : quand celui-ci demande à recouvrir la Couronne de Castille, c'est à John Chandos et à Felton que le Prince Noir confie l'affaire. Le premier y est opposé, mais Felton convainc le prince de consulter la noblesse de Gascogne. Et c'est Felton qui vient à la rencontre de Pierre à Bayonne avec une flotte de douze navires pour le ramener à Bordeaux,.

### Campagnes en Espagne et dans le Poitou
L’invasion de l’Espagne ayant été décidée, Felton et Chandos obtiennent du roi Charles II de Navarre la permission de traverser les cols des Pyrénées. En mars 1367, Felton précède le prince avec une avant-garde de 200 hommes d'armes et archers. Il se heurte aux Espagnols près de Navarrete, qui le vainquent à la bataille d'Ariñez. William de Felton, parent de Thomas et sénéchal du Poitou, fait partie des victimes. Thomas est fait prisonnier et est échangé peu après contre le maréchal de France Arnoul d'Audrehem, capturé par les Anglais lors de la bataille de Nájera (Navarrete) en avril 1367.
Thomas participe ensuite à des combats et des sièges à Monsac, Duravel et Domme. En récompense, le roi Édouard III accorde les terres et la baronnie de Chaumont en Gascogne à John Chandos, puis à Felton à la mort de Chandos en 1369.
Le proche parent de Felton Thomas Walkfare est sénéchal de Quercy et du Périgord ; son frère Richard Walkfare, sénéchal d’Agenais, est aussi maire de Bordeaux de 1366 à 1369.
Felton est rappelé à Angoulême par le prince et envoyé en Poitou avec John de Hastings, comte de Pembroke. Il se rend maître de Lalinde sur la Dordogne, qui allait se rallier aux Français. Il rejoint le duc de Lancastre Jean de Gand dans une attaque contre la ville de Mont-Paon (peut-être Montpon-Ménestérol), et tente sans succès de secourir la garnison de Thouars. En dépit de ses efforts, Monsac est perdu par les Anglais.
Après qu’Édouard de Woodstock malade a quitté l'Aquitaine, le roi installe en 1372 Thomas Felton co-gouverneur de la province avec Robert Wikeford. Lorsqu'à son tour le duc de Lancastre se retire, il est nommé sénéchal de Bordeaux.

### Capture et rançon
En février 1375, Thomas Felton rentre en Angleterre. Un an plus tard, il reçoit l'ordre de faire appliquer la trêve en vigueur et, en décembre 1376, de négocier avec le roi de Navarre. En 1378 à Bordeaux, à la fin du règne d'Édouard III, il fait décapiter pour trahison Guillaume-Sanche IV de Pommiers, vicomte de Fronsac (héritier des anciens dirigeants gascons) et son confesseur Coulon,.
Felton est de nouveau capturé par les Français près de Bordeaux le 1er novembre 1377. Vers 1378 sa femme Joan demande par écrit au roi Richard II que Waleran III de Luxembourg-Ligny, comte de Saint-Pol, prisonnier en Angleterre, ne soit pas rendu avant son mari. En avril 1380 Gaston III de Foix-Béarn signe une procuration pour le faire libérer. En août, le roi accorde 30 000 francs pour le paiement de la rançon de Thomas, prélevés sur celle de deux prisonniers français. La même année, Felton reçoit en Angleterre des lettres de protection lui permettant de retourner en France pour des questions liées au paiement de sa rançon.

### Mort
Felton est fait chevalier de la jarretière en janvier 1381 et sa plaque est toujours visible dans la chapelle St George du château de Windsor, dans le dixième stand, du côté du souverain. Il meurt le 2 avril 1381.
Les terres et la baronnie de Chaumont en Gascogne, qu'il possédait sans gouverner, sont concédées par Richard II à Perducas d'Albret.

## Descendance
La plupart de sources font de sa femme Joan une fille de Richard de Walkfare, seigneur de Great Ryburgh, Ingoldisthorpe, Isleham, etc., mort en 1371. Cependant la chronologie et les transactions foncières de Joan suggèrent plutôt qu'elle serait une sœur de Richard, fille de Robert de Walkfare (un rebelle lancastrien mort en 1334),,,,.
Les enfants de Thomas et Joan sont :
- Mary Felton (née vers 1357)[43], mariée successivement à :
  - (1) Edmund Hemgrave, de Hengrave dans le Suffolk, décédé à l'étranger en 1374[44] ;
  - (2) Thomas de Breton en 1374[45] ;
  - (3) Geoffrey de Workeseley (Worsley) vers 1376 ;
  - (4) John de Curson de Beck Hall[46],[47],[48].
- Sibyll Felton (née vers 1359), épouse de Thomas de Morley, puis religieuse à l' abbaye de Barking en 1384 et abbesse de ce monastère pendant 26 ans, de 1393 à sa mort en 1419.
- Eleanor Felton (c. 1361 - 1400), mariée à :
  - (1) Robert Ufford, de jure Lord Clavering, de Wrentham, dans le Suffolk (mort en 1393)[49] ;
  - (2) Sir Thomas Hoo de Mulbarton, Norfolk (mort en 1420)[50],[51].
- Thomas Felton, sans doute mort jeune[52].